# 이종명 (작가)
이종명은 한국의 작가이다.

## 생애
방인근의 조선문단에 추천작가로 등장하였다. 1920년대, 30년대에 여러 단편소설을 썼다.
일제강점기 당시 정치적이었던 문단의 분위기에 비해, 개인주의적이고 낭만주의적인 작품세계를 가지고 있다.

## 작품
- 1925년 - 노름군
- 1925년 - 주림에 헤메이는 사람들
- 1926년 - 두 남매
- 1927년 - 오전백동화
- 1932년 - 두 젊은이
- 1933년 - 머던 데카메론
- 1934년 - 소설가의 안해